# Глоджево
Глоджево (болг. Глоджево) — город в Болгарии. Находится в Русенской области, входит в общину Ветово. Население составляет 3352 человека (2022).

## Политическая ситуация
В местном кметстве Глоджево, в состав которого входит Глоджево, должность кмета (старосты) исполняет Илхан Басриев Абтиходжев (Движение за права и свободы (ДПС)) по результатам выборов.
Кмет (мэр) общины Ветово — Рейхан Ахмед Хабил (Движение за права и свободы (ДПС)) по результатам выборов.